# 火星轨道器相机公共目标计划
火星轨道器相机公共目标计划（MOC Public Targeting Program）是一项非常受欢迎的计划，可通过火星全球探勘者号去拍摄火星照片。该计划先后共收到了4636 条来自公众申请，其中1086 条申请被接纳并由火星观测相机进行了拍摄。众多成功的申请照片最终被出版物刊载。一半以上的申请来自普通大众。有人在《行星报告》中写道，与火星全球探勘者号合作，就像能在超级碗中打几场比賽的足球谜一样刺激。公共目標計劃的圖片可以在官方网站找到。

## 通过公共目标计划拍摄的照片示例

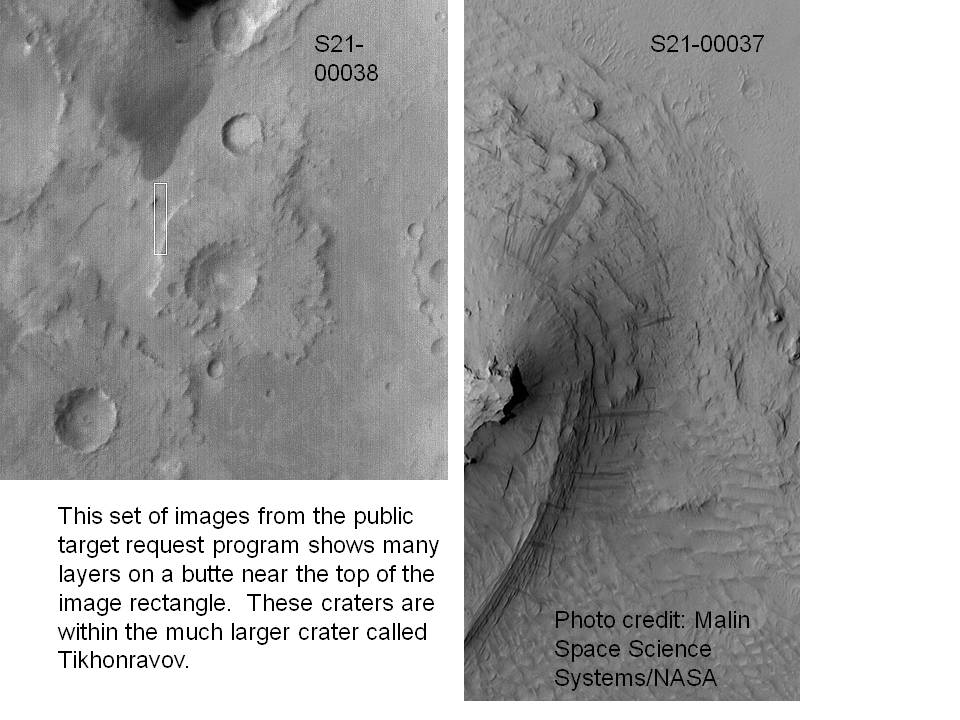
在公共目标计划中，火星全球探勘者號在阿拉伯区吉洪拉沃夫撞击坑中用火星轨道器相机观察到底座形撞击坑和岩层。岩层可能由火山、风或水下沉积物形成。部分研究人员认为該撞擊坑曾经是一座巨大的湖泊。
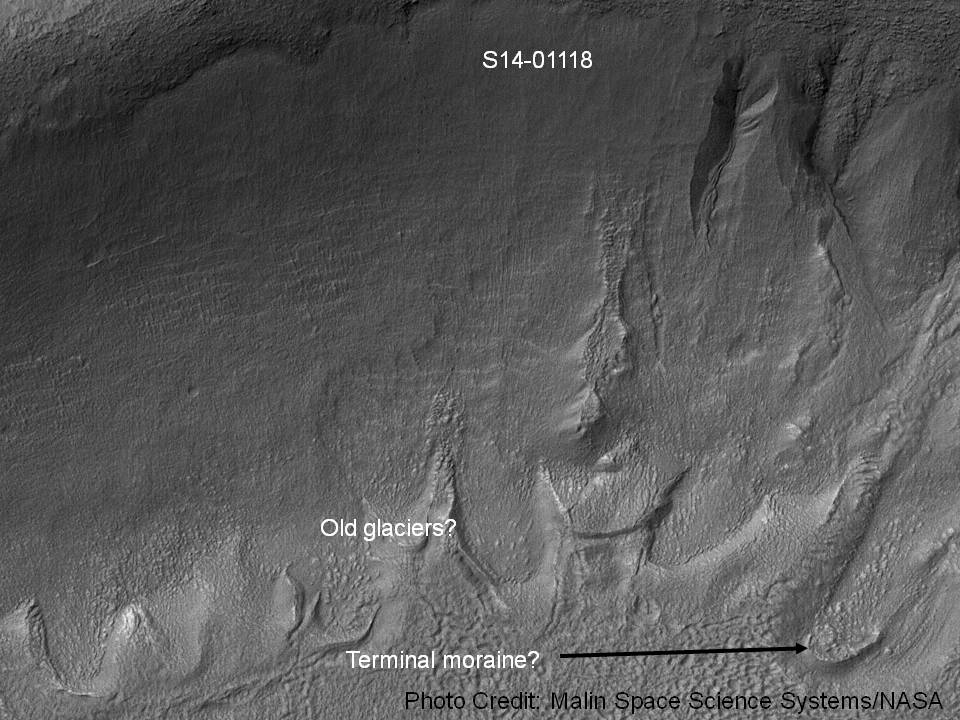
开普勒大陨击坑以北，埃里达尼亚区一座撞击坑内的冲沟。此外，有一些特徵可能是残存的古冰川的遗迹。右边有一处呈舌状。该图片是火星全球探勘者号在公共目標計劃下使用火星轨道器相机拍摄的。
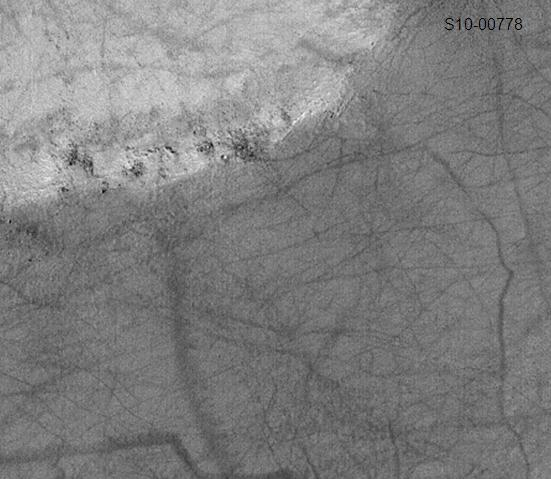
火星全球探勘者号所看到的巨大尘暴形成的大小轨迹图案。
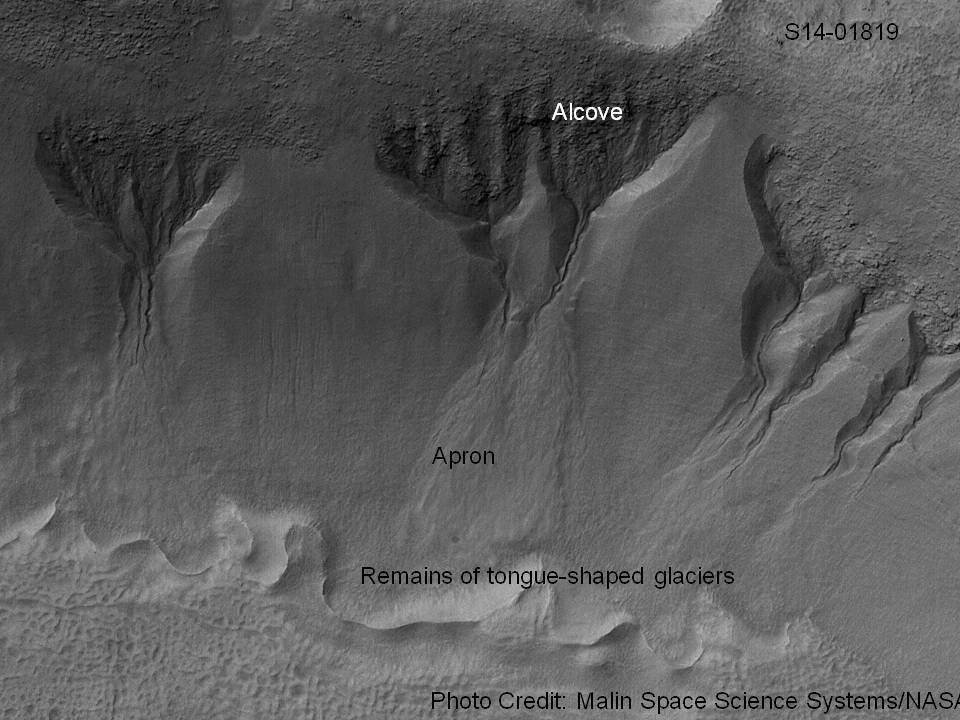
牛顿撞击坑以西（南纬41.3047度，东经192.89度）一座撞击坑北壁上的一组冲沟。该图片是火星全球探勘者号在公共目標計劃下使用火星轨道器相机拍摄的。
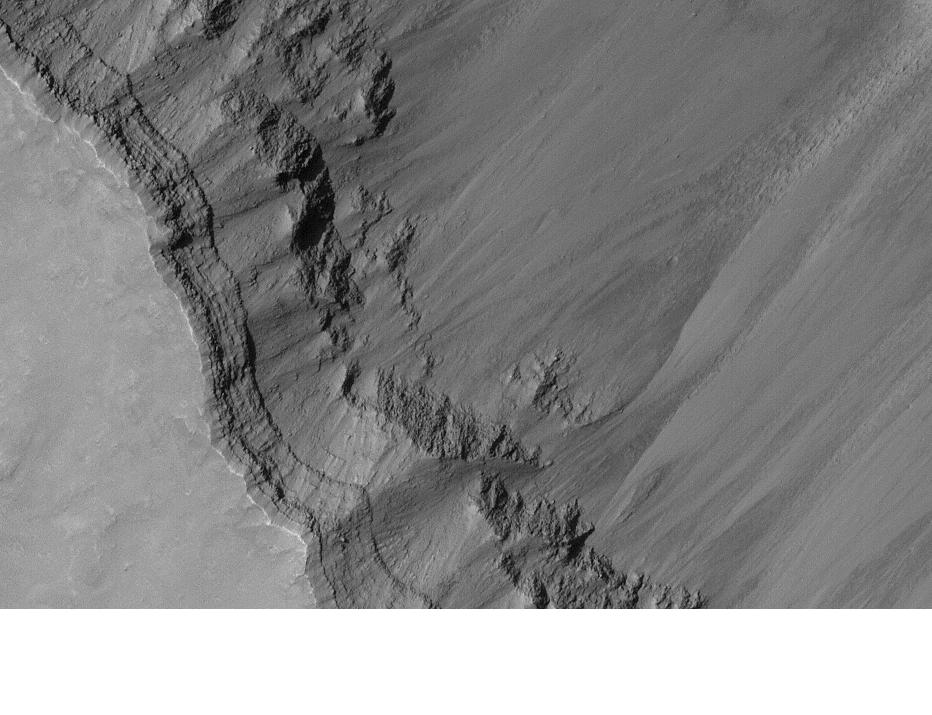
火星全球探勘者号在公共目标计划下看到的科普剌塔斯区峡谷的壁层。
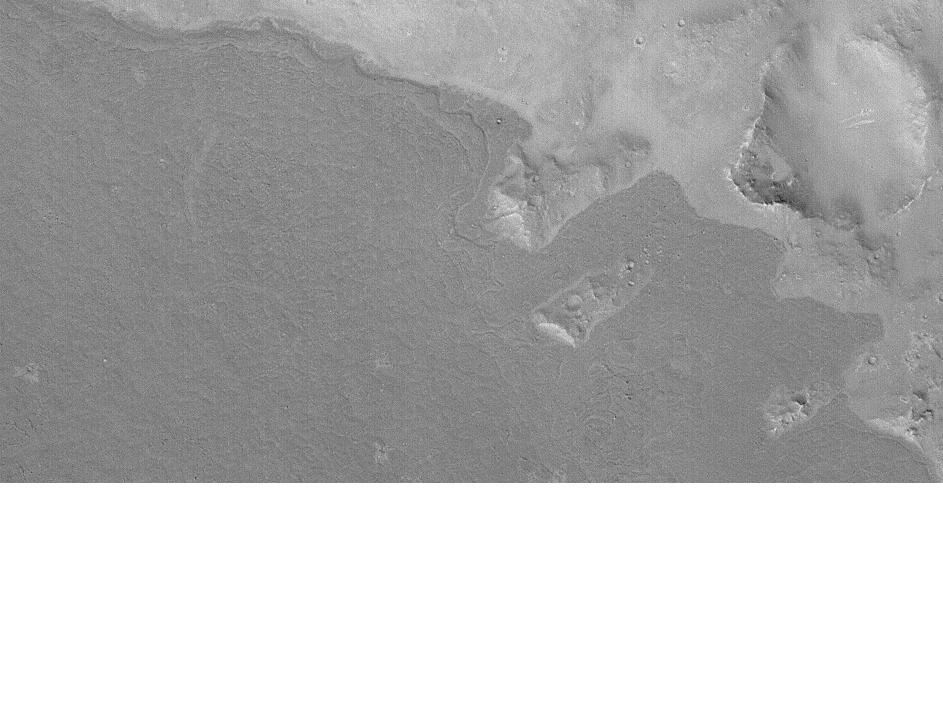
埃律西昂区的熔岩流。該区中有许多熔岩流。在这张照片中，熔岩流向右上角。该图片是火星全球探勘者号在公共目標計劃下使用火星轨道器相机拍摄的。
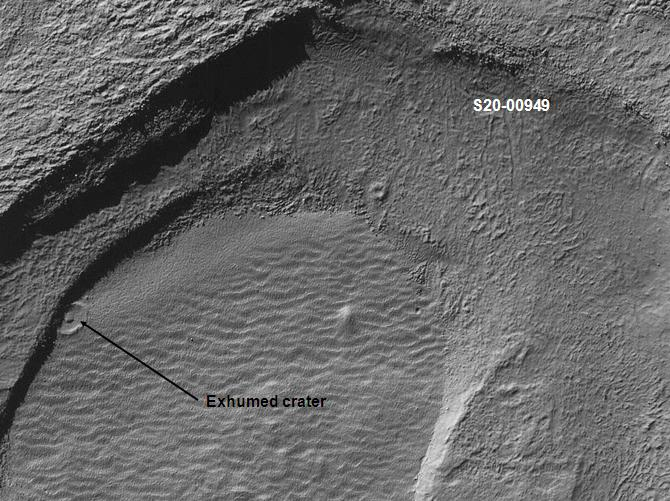
在公共目標計劃下，火星全球探勘者号在挪亚区用火星轨道器相机拍攝到一座在另一个时代被掩埋的陨石坑，现在因侵蚀而顯露。